# José María Lacort y Lozano
José María Lacort y Lozano (Cádiz, 6 de abril de 1815-Valladolid, 15 de octubre de 1891) fue un profesor, pedagogo y escritor español.

## Biografía
Gaditano de nacimiento, inició la carrera naval que abandonó por problemas de salud. Estudió Farmacia y en 1839 fue becado por la Diputación Provincial para ingresar en la nueva Escuela Normal Central y llegaría a ser uno de los pupilos de Pablo Montesino, junto con Joaquín Avendaño, Mariano Carderera y Laureano Figuerola. En 1841 fue nombrado inspector provincial de Escuelas, y en 1845 opositó para dirigir la Escuela Normal de Valladolid, cargo que no conseguiría hasta 1855, cuando falleció el primer director de ese centro, Simón Aranda. Lacort estuvo al frente de la Escuela durante treinta y seis años, hasta su muerte en 1891. Su condición de pionero del movimiento regeneracionista, queda expresada en el “Informe sobre algunos puntos de la Primera Enseñanza”, presentado al rector de la Universidad Literaria de Valladolid en 1866; con propuestas específicas para elevar el nivel de estudios de Magisterio al de las Facultades universitarias.
Como liberal-conservador, fue colaborador habitual en La Crónica Mercantil y director de varias publicaciones pedagógicas: El Correo del Magisterio (entre 1859-1867 y entre 1873-1878), de El Sistema (entre 1869 y 1873) y de La Opinión en 1878.
Destacó como escritor de literatura de uso escolar, como autor de ciento tres “fábulas versificadas para uso de los niños”, y de “cuadros sinópticos” de Gramática. En 1864, una de sus piezas fue elegida por el Consejo del Reino como “libro de lectura” para todas las escuelas españolas.
En su recuerdo, una céntrica calle de Valladolid lleva su nombre.

## Obra
- Colección de fábulas para uso de los niños, Valladolid, Imprenta de Juan de la Cuesta, 1859;
- Cuadros y ejercicios de análisis gramatical y lógico, Valladolid, Imprenta de Juan de la Cuesta, 1869;
- El Teatro de los Niños: colección de juguetes dramáticos en verso, 1869 (microrepr., Madrid, Biblioteca Nacional, 1994);
- Los pretendientes de Concha: sainete, Valladolid, Imprenta de Hijos de J. Pastor, 1869.[1]